# Lithacodia parvimacula
Lithacodia parvimacula är en fjärilsart som beskrevs av Augustus Radcliffe Grote 1880. Lithacodia parvimacula ingår i släktet Lithacodia och familjen nattflyn. Inga underarter finns listade i Catalogue of Life.